# Аллея торнадо
«Аллея торнадо» (англ. Tornado Alley) — неофициальный термин, обозначающий территории США, в которых наблюдается наибольшее количество торнадо. Как правило, с этим понятием ассоциируется территория между Скалистыми горами и горной системой Аппалачи. «Аллея торнадо» охватывает с юга на север территории штатов Техас (север штата), Оклахома, Канзас, Небраска, Южная Дакота (восточная половина) и восточные районы Колорадо.
Согласно статистике, приводимой Национальным центром климатических данных США (англ. National Climatic Data Center), наибольшее количество торнадо приходится на штат Техас. Первоочередной причиной тому является большая территория штата. Второе и третье места занимают соответственно штаты Канзас и Оклахома.
В городах штатов, наиболее часто подверженных торнадо, действуют более строгие нормы к прочности зданий, а сами дома часто снабжены специальными убежищами, защищающими от торнадо. О возможном приближении торнадо, кроме средств массовой информации, жителей этих городов также оповещают специальные сирены.